# Aheru
Aheru je jezero u okrugu Valga, južna Estonija.
Površina jezera je 234 ha.